# Yali
Pour les homonymes, voir Yali (homonymie).
 (avril 2012).

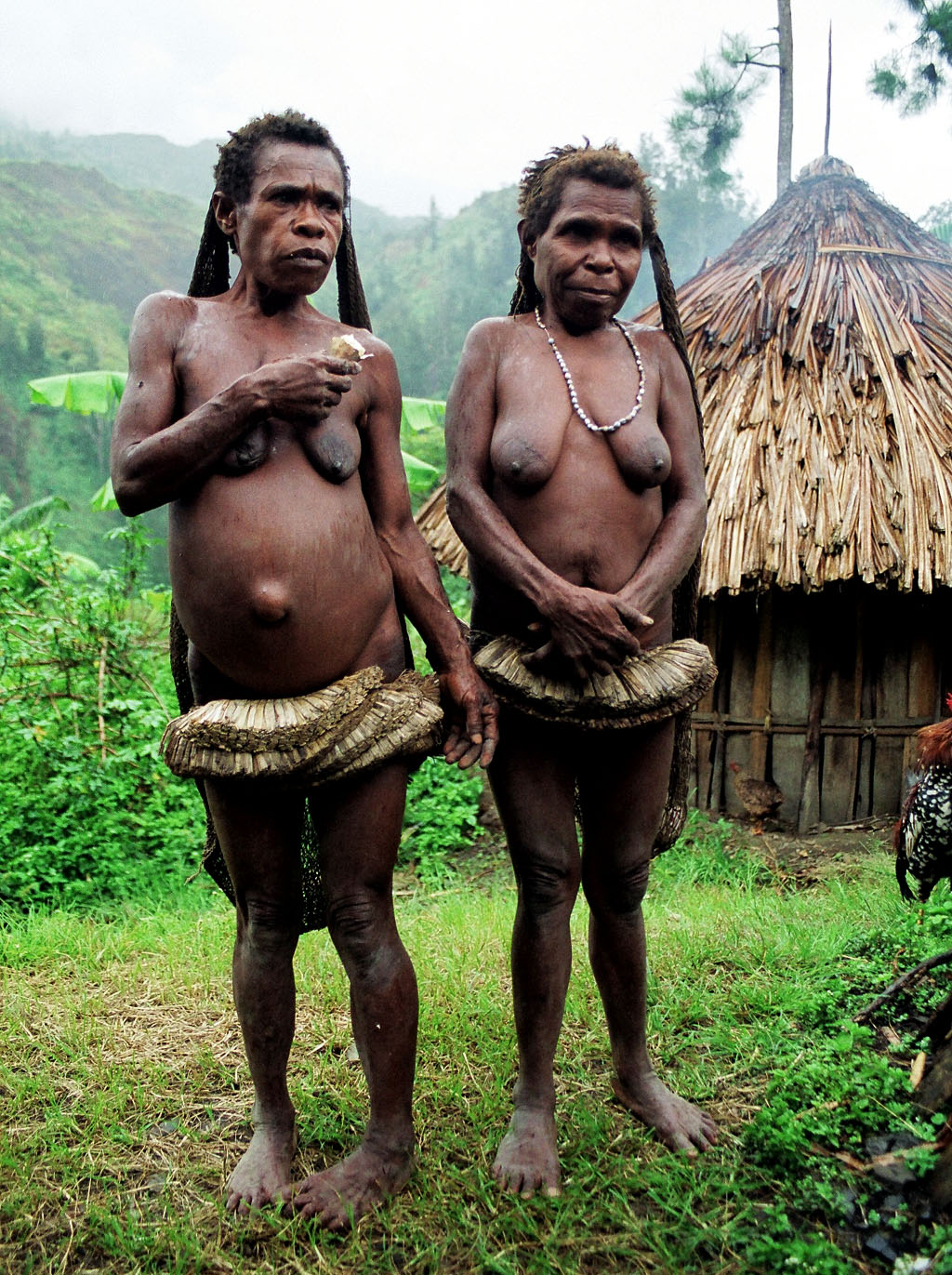
Femmes Yali en Papouasie (Indonésie)

Le peuple Yali est un groupe ethnique de Papouasie occidentale (ancienne Irian Jaya), province d’Indonésie située dans la partie extrême-occidentale de la Nouvelle-Guinée. Ils sont souvent comparés aux Dani, tribu voisine aux mœurs similaires. En raison de leur petite taille – en moyenne 1,50 mètre - ils sont classés parmi les pygmées.

## La tribu Yali

### Histoire
Les Yali, comme les autres Papous descendent des premiers habitants de la Nouvelle-Guinée, arrivés à une époque (aux alentours de la dernière glaciation, soit il y a environ 21 000 ans) où l'île était reliée au continent australien, formant la masse continentale appelée Sahul.

### Situation géographique
Ils vivent dans la vallée de Sibi, à l’est de la vallée de Baliem, au cœur de la chaîne de montagnes des Jayawijaya. Cette zone est isolée et difficile d’accès, et on y accède principalement par voie aérienne.
Leur territoire est désigné sous le nom de Yalimo (également Jalémó). Les villes les plus proches sont Angguruk et Wamena.

### Population
Les Yali représentaient en 1989 une population de 30 000 habitants. Il s’agit, à l’échelle de la Papouasie occidentale, du cinquième groupe le plus important, après les Dani de l’Ouest, les Dani de la vallée Baliem, les Ekari et les Biak.
Le terme Yali, qui s’écrit également Jalé provient du mot Dani jalé-mó,« ceux qui vivent à l’est ». C’est ainsi que les Dani, habitants de la vallée de Baliem, les désignent.

### Mode de vie
Les Yali sont sédentaires, sauf lorsqu’une catastrophe les oblige à déplacer la zone d’habitation, comme un tremblement de terre, des épidémies, la sécheresse, ou la venue d’un missionnaire.
Leur subsistance est assurée par les yabuk, les zones de cultures dont ils tirent  la plus grande partie de leur alimentation. L’espace cultivé apporte tous les aliments et objets dont ils ont besoin, et ce n’est que récemment, grâce à l’intervention de l’État indonésien et les missionnaires que les villageois accumulent des tubercules et des objets à valeur marchande pour les revendre à Wamena et se procurer ainsi d’autres objets manufacturés, qui leur sont désormais « indispensables ».
Leur mode de vie est très codifié et hiérarchisé, et l’organisation sociale est fondée sur la domination masculine.

### Langue
Il existe mille langues en Nouvelle-Guinée, dont 251 en Papouasie occidentale.
La langue Yali est dite « non-austronésienne » Elle appartient à la même famille linguistique que le Dani. Le phyllum commun au Dani et au Yali est le Trans-Néo Guinéen, la famille est le Grand Dani, et la différence avec le Dani ne s’exprime qu’au niveau de la sous-famille : sous-famille des Dani pour le langage Dani, et sous-famille Ngalik-Nduga pour le Yali. Cette dernière sous-famille est divisée en deux langues : le Nduga et le Yali. On trouve de nombreux mots communs au Yali et au Dani.
Le langage Yali est lui-même divisé en trois dialectes : le dialecte de Pass Valley, au nord, le dialecte d’Angguruk, au centre, et le dialecte de Ninia, au sud du territoire.
voir 

### Habitat et organisation spatiale du village
Leurs villages sont perchés sur des crêtes montagneuses, entre 1400 et 2700 m d’altitude. Les villages sont constitués de huttes de forme ronde construites à partir de planches coupées et les toits sont en feuille de pandanus.
Hommes et femmes vivent séparément.

#### L'ousayowa
Autrefois, avant l’arrivée des missionnaires, les villages Yali étaient organisés autour de la maison sacrée des hommes, l’ousayowa. Cette maison se distinguait des autres par sa taille importante, et par les peintures (brunes, blanches, ocre) qui ornaient ses murs extérieurs. On la trouvait au centre du village, et elle était bâtie au milieu d’une cour fermée par un enclos que nulle femme ou enfant non initié n’avait le droit de franchir, sous peine de mort. Un petit jardin était cultivé dans la cour. La maison rituelle était dirigée par le hwalahun,  le chamane, et l’ousahun, gardien des maisons rituelles.
Dans certains villages il y avait plusieurs ousayowa. Celles-ci avaient plusieurs fonctions :
-	Le premier rôle étaient celui de stabilisateur du village. La présence de pierres sacrées, ou yeli asinggip, plantées sous l’un des piliers encadrant le foyer central avait pour but de stabiliser le sol autour du village. L’ ousayowa  était donc censée protéger contre les tremblements de terre, les épidémies et autres catastrophes.
-	Les hwalahun et ousahun  y rangeaient leurs objets rituels, notamment tous les yeli asinggip, le hwalasum (filet de portage du hwalahun), les haches et autres pierres rituelles.
-	C’était le lieu d’initiation des futurs hwalahun  et ousahun, lesquels, au cours d’un rituel, devaient passer l’ousafisingge(pilier rituel) entre leurs doigts de pieds.
-	C’était le lieu d’initiation des jeunes enfants pour qu’ils soient admis à entrer dans l’ousayowa, et le lieu d’initiation des adolescents pour qu’ils puissent consommer des fruits de pandanus rouge pour la première fois.
-	Tous les hommes du village s’y réunissaient  lorsqu’une épidémie menaçait la vie des villageois. On fermait alors rituellement la porte de l’ousayowa, à l’aide d’un bâton, pour empêcher la maladie d’entrer.
-	C’était le lieu de masculinité, d’où étaient exclues les femmes.
L’ousayowa était donc l’élément central du village, par son emplacement comme par ses fonctions. Ils ont tous été brûlés par les prédicateurs envoyés par les missionnaires, avec les objets rituels, en 1969.

#### layowa
Le second type d’habitation est la yowa, la maison des hommes. Il s’agit du lieu de réunion des hommes, en dehors de tout rituel, où ils dorment et mangent, lorsqu’ils ne veulent pas rester dans la maison de leurs femmes, ou lorsqu’ils n’ont pas encore de conjointe. Le yowa  appartient à un ab lohon  - littéralement « homme grand », sage respecté et jouissant d’un statut privilégié - qui l’a construit avec l’aide des hommes qui vont y habiter. On y discute des problèmes, des conflits et des guerres. Les yowa existent encore dans les villages Yali actuels. Lorsqu’un voyageur passe dans le village, c’est là qu’il va loger.

#### Lahomea
Le troisième type d’habitat est la homea, la maison familiale, où habite la famille nucléaire. En général, on trouve une homea par femme. Elle y loge avec ses enfants, et les porcs élevés près des habitations. La homea est en principe divisée en deux par un mur, une partie pour les porcs, avec son entrée indépendante,  et une pour les humains. L’homme peut venir y dormir ou y manger. Aucun étranger n’a le droit d’y entrer sauf, exceptionnellement, lorsque le mari est présent. Les homea sont en général bâties en périphérie du village, alors que les yowa  se trouvent au milieu, avec l’ousayowa  en position centrale.

### Le droit d’usage des terres et la propriété
Les véritables propriétaires de la terre ce sont les ancêtres, en ce sens que ce sont les premiers à avoir occupé les terres, à avoir construit une maison et ouvert un yabuk. Les propriétaires sont donc ceux qui sont arrivés les premiers, qui ont nommé les terres et les rivières. La terre leur appartient, et leurs descendants ne sont héritiers que du droit d’usage de cette terre. Le droit d’usage est héréditaire et plus ou moins également partagé entre les différents membres, masculins ou féminins, du groupe lignager. Le droit d’usage et de propriété s’exerce à trois niveaux :
- Au niveau du village (les yowa et les quartiers) ;
- Au niveau des yabuk et des forêts (le terroir) ;
- Au niveau de certains arbres importants (comme le Pandanus rouge).

### Vêtements traditionnels Yali
Avant l’introduction de vêtement de toile, les hommes portaient uniquement un étui pénien, nommé humi, et les femmes un pagne, nommé sali. Maintenant encore, les Yali portent souvent ce type de vêtement, soit par manque de moyens pour acheter des robes et des pantalons, soit parce que ces vêtements traditionnels sont plus pratiques. 
Le humi est porté à partir de l’âge de 5 ans et n’est utilisé que comme cache-sexe. Le humi fait en calebasse séchée, et est retenue par une cordelette qui entoure le scrotum. Une autre cordelette entoure le buste et retient le humi dressé. Derrière, une feuille de bananier cache les fesses.
Les petites filles se mettent à porter le sali à un âge plus jeune encore que les petits garçons ne portent le humi. Il est fréquent de voir un garçon se promener nu dans le village ou les yabuk, ce qui est très rare pour les petites filles. 
Les sali sont des sortes de jupes et peuvent être faits à partir de trois matériaux différents. Ils peuvent être confectionnés à base d’herbe, d’écorce ou de cordelettes tressées. 
À ces vêtements s’ajoute le sum, le filet de portage, qui est fabriqué à partir de fibres d’écorce filées et dont le rôle est multiple : il sert à transporter les tubercules du yabuk, à porter les bébés, mais il a aussi une fonction d’habillement, les femmes se revêtant de grands sum  multicolores lors des fêtes ou le dimanche. Les hommes aussi ont un sum, mais plus petit. Ils y rangent leurs effets personnels.
L’anse du sum est passée sur la tête alors que le reste se balance dans le dos.
Enfin, on trouve le ilit, fabriqué à partir de feuilles de pandanus, qui sert à la fois de tapis de sol pour dormir, mais aussi de parapluie et de parasol.

### Culture de la terre
Les Yali tirent leurs ressources de l’agriculture et de l’élevage du porc, la chasse et la cueillette formant des activités secondaires, du point de vue de l’apport nutritif. La pêche est très rarement pratiquée, car les gros poissons ne se trouvent que dans la rivière Baliem, à plusieurs heures de marche. La chasse à la grenouille est souvent pratiquée, de nuit, par les femmes. Les hommes chassent les phalangers, les cochons sauvages et les oiseaux. Pour cela ils utilisent des arcs et des flèches, ainsi que des pièges et des affûts.
Jusqu’aux années 60 ils se servaient de pierres taillées en guise de couteaux.
Les Yali pratiquent la culture itinérante, axée principalement sur la patate douce (Ipomoea batatas) et le taro. Les Yali cultivent aussi du maïs, de la canne à sucre, des bananes…

#### Lesyabuk
À l’extérieur du village sont situés les  yabuk, parcelles cultivées. Les  yabuk occupent une place primordiale dans la culture Yali. Le premier évènement qui suit la construction d’un village est la création d’un yabuk, auquel on donne un nom. De cette manière, ils deviennent, comme les villages, des marqueurs du territoire au cours de la migration.
L’espace cultivé est donc le moyen d’humaniser et de s’approprier un paysage jusqu’alors étranger.
Les Yali cultivent leurs yabuk et y passent la majeure partie de leur temps. Les femmes y partent dès le matin et n’en reviennent qu’à la tombée de la nuit.
Les tâches sont bien définies : tandis que les femmes s’occupent de la plantation, du nettoyage et de la récolte des parcelles, les hommes sélectionnent les parcelles à cultiver, fabriquent les kisim, - les bâtons à fouir - et contrôlent l’état des parcelles et l’abondance des récoltes.
Les Yali sont essentiellement des cultivateurs, et ils se consacrent davantage au travail dans les yabuk qu’aux activités de chasse. Si un villageois part trop souvent chasser et néglige ses yabuk, il sera déconsidéré auprès des autres Yali. Il est donc rare de voir un villageois partir à son yabuk avec son arc et ses flèches.

### Alimentation
Les tubercules et les feuilles de patate douce constituent l’aliment de base des Yali, auquel d’autres tubercules et légumes viennent s’ajouter.
Les repas ont lieu deux fois par jour : le matin, avant de partir dans les yabuk, et le soir en revenant. Pendant la journée, les villageois mangent des tubercules de patate douce cuits le matin et mâchent de la canne à sucre.
Le buah merah est omniprésent. Cela signifie « fruit rouge » en indonésien. C’est le fruit unique du pandanus rouge (Pandanus conoideus lam), plante endémique de la Papouasie et qui pousse entre 2000 et 3000 m d'altitude.
On mange d’abord le colorant rouge extérieur qu’on extrait en évidant le fruit puis on fait bouillir ce qui reste avant de le presser avec de l'eau ajoutée. Il en résulte une sorte de soupe très grasse au goût indéfinissable. C’est un plat très apprécié des Papous. Chaud et bien salé, ça passe, mais froid, c'est assez difficile à avaler pour un occidental. C'est aussi un colorant qui donne aux selles un aspect rouge vif étonnant.
Le buah merah est un élément important de la culture des ethnies montagnardes. Ainsi, chez les Yali, il est mangé pour la première fois par les adolescents lors de cérémonies traditionnelles de passage à l'âge adulte. Les Yali lui attribuent leur force et leur endurance. La science s'y est donc intéressée et a mis en évidence ses propriétés multiples : au-delà du simple stimulant, c'est un anticancéreux qui neutralise les radicaux libres (composés cancérigènes). Il lutte aussi contre le diabète en provoquant la baisse du mauvais cholestérol. De même, excellent pour la circulation sanguine, il réduit considérablement les risques d'accident vasculaire cérébral. Mais ce n'est pas tout : il s'agit aussi d'un antibiotique et d'un antivirus et il lutte efficacement contre les hépatites.

### Les porcs et les Yali
Wam, le porc en Yali, est très important pour les villageois. Dans les mythes fondateurs, le premier porc Dohlu, sorti de terre, donne tous les objets rituels aux Yali, à partir de ses organes. Il leur apprend ainsi la manière de mener des rituels et de construire l’ousayowa.
Plus qu’une valeur diététique, les porcs ont, pour les Yali, une valeur d’échange, rituelle, d’offrande, et marchande. Toute grande fête - comme lors des premières pluies, lorsque de nouveaux yabuk  ont pu être cultivés – comporte un festin de porcs. Les mariages doivent se sceller par un don d’au moins 7 ou 8 porcs à la famille de la fiancée. Chaque naissance est marquée par un don en porc à l’oncle maternel des enfants. Avant l’évangélisation de la vallée, chaque rituel important était marqué par un don en porc de la famille des initiés, ou du malade au hwalahun, et à l’oncle maternel de l’initié. Le hwalahun se voyait attribuer systématiquement certaines parties du porc en paiement de ses guérisons, comme le sang, la graisse sous les côtes, le cou et la viande de la patte arrière gauche.
Lorsqu’un enfant est scolarisé à Wamena ses parents lui offrent, si c’est possible, un porc qu’il vendra pour payer ses études.
Dans les villages Yali, les porcs  sont omniprésents. Ils sont élevés par les femmes et partagent leur homea, dont la moitié leur est réservée, et lorsqu’ils sont suffisamment habitués à leurs propriétaires, ils sont laissés en liberté dans les forêts avoisinantes. Ils peuvent aussi être placés en enclos à l’extérieur du village pour ne pas s’égarer. Les Yalis éprouvent de l’affection pour leurs porcs, ils les soignent et leur donnent des noms. Il n’est pas rare de voir une femme Yali nourrir son propre enfant à un sein et de l’autre, nourrir le porcelet.
Les porcs sont source de conflits entre les villageois : tout porc pénétrant sur un yabuk, ou même une piste d’atterrissage est immédiatement tué et laissé sur place pour que son propriétaire récupère le cadavre. Mais il est également source de compensation, lorsqu’un villageois doit réparer une faute qu’il a commise.

### Cannibalisme
Les Yali sont traditionnellement cannibales. Ils étaient réputés pour être particulièrement terribles, car ils détruisaient totalement leurs ennemis. Ils ne mangeaient pas seulement leur chair, ils broyaient aussi leurs os en poussière, qu’ils jetaient dans la vallée. Et ceci dans le but d’éviter tout éventuel retour des victimes. Les populations des villages alentour n’étaient pas seulement tuées par revanche mais parfois uniquement pour la viande.
Les victimes étaient mangées suivant une longue cérémonie de danse rituelle pour apaiser les esprits des morts.
De nos jours, le cannibalisme a été interdit par le gouvernement indonésien.

### Spiritualité
Le peuple Yali est à la base un peuple animiste, respectant et vénérant la nature et la forêt. Pour eux le monde est empreint de magie et ils pratiquent de nombreux cultes et rites initiatiques. 
Le hwalahun, ou chamane, est à la fois un guérisseur et un intermédiaire entre le monde des morts (mungguat) et le monde des vivants.
Hwal signifie « sacré », ou « chemin », et ahun signifie « homme ». Le hwalahun était craint et respecté, et personne n’osait manger en sa présence, ni passer derrière son dos. Sa fonction a été anéantie par les missionnaires, tous les objets rituels et les maisons sacrées ont été brûlés, car supposés servir à des rituels sataniques.
Le hwalahun soignait les maladies, exorcisait les personnes possédées par des esprits, chassaient les malédictions, et jouaient un rôle fondamental dans les rituels d’initiation :
- Initiation des apprentis hwalahun (qui pouvaient être ses descendants ou non, en fonction de leurs aptitudes);
- Initiation des enfants de 5 ans qui vont entrer pour la première fois dans la maison sacrée des hommes;
- Initiation des adolescents qui vont manger pour la première fois des fruits de pandanus rouge.

Les pouvoirs magiques du hwalahun étaient immenses, et les rituels les plus importants ont pour origine la région d’Angguruk.

### Médecine et plantes médicinales
Traditionnellement, les Yali utilisent les plantes de la forêt pour se soigner. Les plantes médicinales populaires (autres que celles utilisées par le hwalahum (sorcier) dans ses rituels) peuvent être divisées en deux types : les plantes magiques et les plantes utilisées comme médicament. Les maladies soignées par ces plantes sont les rhumes, le paludisme, les mycoses, les dysenteries, les maux de ventre, l’asthme, les maladies du foie, les rhumatismes, les maux de tête et les rages de dent. Certaines sont utilisées pour soigner les blessures, d’autres pour faire pousser les cheveux ou se débarrasser des poux.
Cependant de nos jours l’usage des plantes médicinales est moins répandue, en raison du développement de la médecine occidentale apportée par les missionnaires et encouragée par le gouvernement indonésien. Les villageois ont désormais plus confiance en une piqûre de quinine ou de pénicilline qu’en l’usage de plantes médicinales.

### Évangélisation
En 1960, les missionnaires de l’église protestante d’Irian Jaya (ancien nom de la province de Papouasie Occidentale), la Geredja Kristen Indjili (GKI) conclurent un accord avec les missionnaires américains stipulant que Yalimo était un territoire appartenant à la GKI, et en mars 1961 une mission d’exploration fut lancée dans la vallée de Sibi, où une mission d’évangélisation fut construite. La même année une piste d’atterrissage fut construite à Angguruk, dans la vallée voisine de Yaholi, où une autre mission fut installée. D’autres missions furent petit à petit construites dans la région, et la conversion au christianisme et l’éducation des jeunes garçons commença. 
En 1968, deux missionnaires l'un Stanley Albert Dale (Australien né le 26.06.1916), l'autre, Phil Jesse Masters (Américain né dans l'Iowa le 9.3.1932), furent poursuivis et tués par un groupe de Yali résistants. Ces 2 missionnaires étaient après leur assassinat destinés à être mangés. Après leur mort, ils furent décapités et démembrés et les parties du corps dispersées pour éviter selon la croyance indigène, une « résurrection » et puis être mangé par les principaux individus faisant partie de l'embuscade**.  À la suite de l'intervention d'un Yali « pacifique » qui, invoquant que la cannibalisation reposait sur le fait que l'ennemi mangé avait lui-même tué et mangé un des leurs, et  parce qu'un "duong" (étranger) n'a jamais mangé un Yali. Ce plaidoyer fit que la cannibalisation de leurs corps n'a pas eu lieu. Un bucher funéraire fut monté, les restes rassemblés puis incinérés.
Peu de temps après, en 1969, les maisons et les objets rituels étaient brûlés et les Yalis étaient convertis en masse à la chrétienté. En 1970 un hwalahun – chamane Yali – a dû confesser en public les « astuces » qu’il utilisait pour « duper » les villageois. Les hwalahun ont été relégués au rang de simple villageois.
Les villages Yali ont bénéficié de  l’évangélisation de la vallée, tout à fait libres de choisir leur destinée, l'évangile les libérant de la haine ancestrale qu'ils avaient pour les tribus voisines , renonçant volontairement au cannibalisme, ouvrant aux femmes la possibilité d'une vie spirituelle que la tradition séculaire leur interdisait jusqu'alors, les préparant aussi au choc culturel d'avec la civilisation qu'ils auraient à affronter un jour ou l'autre, grâce notamment à la scolarisation prodiguée par les épouses de missionnaires (  Don Richardson (missionary) (en)). Avant on ne trouvait aucun village à moins de 1200 mètres d’altitude. Les grands villages étaient tous situés en altitude, de 1300 à 1700 m d’altitude.
Les yabuk étaient situés autour des villages, mais on trouvait aussi un grand ensemble de yabuk situés plus bas dans la vallée. Non loin se trouvaient des hameaux porcheries et quelques maisons isolées, où les villageois se rendaient pour cultiver les yabuk plusieurs jours d’affilée et où ils élevaient des porcs en semi-liberté.